# Витале, Гвидо
Барон Гвидо Амедео Витале (итал. Guido Amedeo Vitale, в Китае Вей Дали, кит. 韋大利; 28 ноября 1872, Торре-Аннунциата — 20 мая 1918, Неаполь) — итальянский синолог и дипломат.
Сын Артуро Деодато Витале, барона Понтаджо. Окончил Королевский восточный институт (1891), где учился в том числе у Лодовико Ночентини. По рекомендации Ночентини был направлен в Пекин для работы переводчиком в итальянской дипломатической миссии.
В 1893—1913 гг., с некоторыми перерывами, работал переводчиком в посольстве Италии в Китае. Зарекомендовал себя как наиболее блестящий знаток китайского языка среди сотрудников европейских дипломатических представительств. Тем не менее, работа Витале в Китае была связана с постоянными трениями с его дипломатическим руководством, так как Витале добивался повышения по службе, а руководство ему отказывало, поскольку у него не было юридического образования. За время работы в Пекине Витале опубликовал сборник китайской народной поэзии «Пекинские рифмы» (англ. Pekinese Rhymes; 1896) — на китайском с прозаическим комментированным переводом на английский, сборник «Китайские волшебные сказки» (англ. Chinese merry tales; 1901, второе издание 1908), также на китайском и английском, адаптированный для нужд изучения разговорного китайского языка, а также «Грамматику и словарь монгольского языка» (фр. Grammaire & vocabulaire de la langue mongole (dialecte des Khalkhas)), подготовленную вместе с французским дипломатом Рене де Серсеем. Во время Ихэтуаньского восстания публиковал корреспонденции из Китая в ежедневной газете La Tribuna, под псевдонимом «Пекинец» (итал. Il Pechinese).
В ноябре 1913 г. вышел в отставку и вернулся в Италию вместе с женой и тремя детьми, с марта 1914 г. занял должность заведующего кафедрой китайского языка в Королевском восточном институте. Преподавал также японский и русский языки, в 1916—1917 гг. возглавлял совет профессоров института.
В 1905 году женился на китаянке, отец шестерых детей. Был случайно застрелен в кафе при перестрелке итальянских мафиози.
Имя учёного носит улица (итал. Via Guido Amedeo Vitale) в Неаполе.
Брат — Умберто Витале (1875—1924), полковник итальянской армии, участник итальянской делегации на Лозаннской конференции 1922—1923 гг.